# دهنه (معماری)
Pahne به فاصله بین دو تکیه‌گاه یک عضو سازه‌ای مانند تیر یا پل، Pahne یا Pahāne (به انگلیسی: Span) گفته می‌شود. یک Pahne ممکن است به یک تیر یا یک سیم محدود شود. مورد نخست، برای پل‌ها کاربرد داشته و مورد دوم نیز برای خطوط انتقال انرژی، خطوط مخابراتی، برخی از انواع آنتن یا تله‌کابین مورد استفاده قرار می‌گیرد.

نمای کنار یک تیر ساده (بالا) که تحت اثر بار گسترده یکنواخت، خم شده‌است (پایین).

Pahne، یک عامل مهم برای یافتن مقاومت و بیشترین مقدار لنگر خمشی و خیز یک تیر به شمار می‌رود. مقدار حداکثر لنگر خمشی و خیز در شکل روبرو با استفاده از روابط زیر به دست می‌آید:
لنگر: Mmax = 1/8 · q · L2
خیز: fmax = 5/48 · Mmax· L2 / (E · I)
از این روابط می‌توان نتیجه گرفت که با دو برابر شدن طول Pahāne، لنگر ماکزیمم (و متعاقب آن تنش)، چهار برابر و خیز نیز شانزده برابر افزایش پیدا می‌کند.